# Expedición botánica al virreinato del Perú

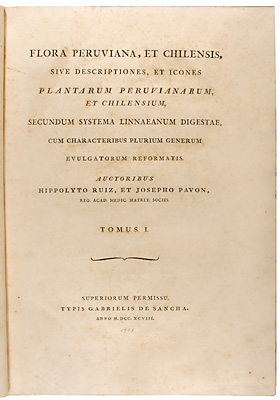
Flora Peruviana, et Chilensis.

El siglo XVIII, también denominado «siglo de las luces», se caracterizó por el florecimiento de las ciencias y, en concreto, de la botánica. En España, este interés cristalizó en la organización de una serie de expediciones científicas en la segunda mitad del siglo a fin de estudiar los posibles aprovechamientos de la naturaleza americana. Con la llegada del rey Carlos III, estas expediciones se multiplicaron. En 1777 se organizó una expedición botánica al virreinato del Perú, y durante su desarrollo se herborizó en los territorios de los actuales Chile, Perú y Ecuador, bajo el liderazgo de Hipólito Ruiz López. Junto con él fueron el médico francés Joseph Dombey, el farmacéutico José Antonio Pavón y Jiménez y los ilustradores de plantas José Brunete e Isidro Gálvez. En 1784, tras una serie de desavenencias con Ruiz, abandonó la expedición Dombey; ese mismo año se unieron el español Juan José Tafalla Navascués, en calidad de agregado botánico, y el dibujante Francisco Pulgar.

## Desarrollo de la expedición

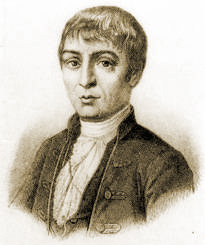
Hipólito Ruiz López.

Los expedicionarios partieron de Cádiz en 1777 y llegaron a Lima en abril de 1778. Durante un periodo de casi once años recorrieron Perú, Chile y Ecuador donde recolectaron unas 3000 especies vegetales, hicieron unos 2500 dibujos botánicos a tamaño natural y realizaron numerosos envíos de semillas y plantas vivas con destino al Real Jardín Botánico de Madrid. En esos años, la expedición sufrió todo tipo de contratiempos, desde la pérdida de material enviado a España, debido al naufragio del navío San Pedro de Alcántara en 1784, la desaparición de una parte importante del material en un incendio en la población peruana de Máncora en 1785, motines de los dibujantes como Juan Suárez, desencuentros entre los expedicionarios, principalmente entre Ruiz y Dombey, que desembocaron en la marcha de este último en 1784. En 1788, el grueso de la expedición volvió a España, mientras en Perú quedaron Tafalla, con el encargo de continuar enviando material, y los pintores Xavier Cortés y José Gabriel Rivera; a estos se unió en 1793 el botánico José Agustín Manzanilla. Entre 1799 y 1808, herborizaron en el territorio de la Audiencia de Quito (actual Ecuador), con el objeto de elaborar la Flora Huayaquilensis. Este material quedó inédito hasta 1991. Los expedicionarios continuaron realizando envíos periódicos de material a España, hasta la muerte de Tafalla en 1811. Dentro de las plantas vivas que fueron llevadas a Europa estaban un remedio medicinal para la gripe así como para el dolor de muelas, utilizando como base los brotes hervidos de Buddleja incana. Las colecciones que llegaron a Cádiz en 1788 estaban en su mayor parte en buen estado, y se albergaron en el Real Jardín Botánico de Madrid y en el Gabinete de Historia Natural, precursor del Museo de Historia Natural. Los descubrimientos incluían unos 150 nuevos géneros y 500 nuevas especies, que aún conservan los nombres que les dieron Ruiz y Pavón. Desgraciadamente, una parte de la colección, compuesta por 53 cajas con 800 ilustraciones, plantas secas, semillas, resinas y minerales, se perdió cuando el barco que la transportaba naufragó en la costa de Portugal.

### Integrantes de la expedición

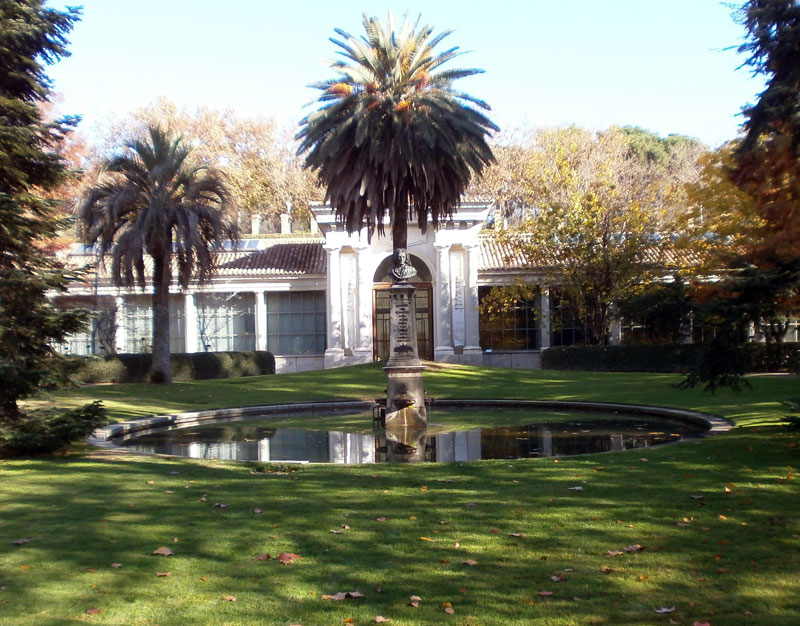
Real Jardín Botánico de Madrid

Al igual que las otras expediciones botánicas, contaban con botánicos, médicos y artistas que se encargaban de realizar las láminas que serían después enviadas a España junto con las muestras recogidas y que terminarían en el Real Jardín Botánico de Madrid. Formalmente los integrantes de esta expedición fueron:
- Hipólito Ruiz López, director y principal científico
- José Antonio Pavón y Jiménez científico
- Joseph Dombey, investigador hasta 1784
- Juan José Tafalla Navascués, en reemplazo de Dombey
- José Brunete ilustradores
- Isidro Gálvez ilustradores

### Los resultados de la expedición
Desde el punto de vista científico, esta expedición es considerada como una de las más importantes del siglo XVIII. Las colecciones llegaron ordenadas a Cádiz en 1788 y fueron depositadas en Madrid en la Oficina Botánica de la Flora del Perú. Este establecimiento, adscrito a la Secretaría de Gracia y Justicia de Indias, fue creado ex profeso en 1792 para la publicación de la Systema Vegetabilium Florae Peruvianae et Chilensis. Ruiz, en colaboración con Pavón, acometió la elaboración de la gran obra destinada a exponer detalladamente los hallazgos de la expedición: En 1794 vio la luz la obra Prodomus de la Flora de Perú y Chile, y entre 1798 y 1802 los tres primeros tomos de la Flora Peruviana et Chilensis. Dos tomos más de esta última obra quedaron inéditos, debido principalmente a las dificultades económicas derivadas de la posguerra napoleónica. La publicación significó la incorporación de un centenar y medio de nuevos géneros y de unas quinientas nuevas especies, que todavía llevan el nombre dado por Ruiz y Pavón. También, hasta 1991, quedó inédita la Flora Huayaquilensis de Tafalla.

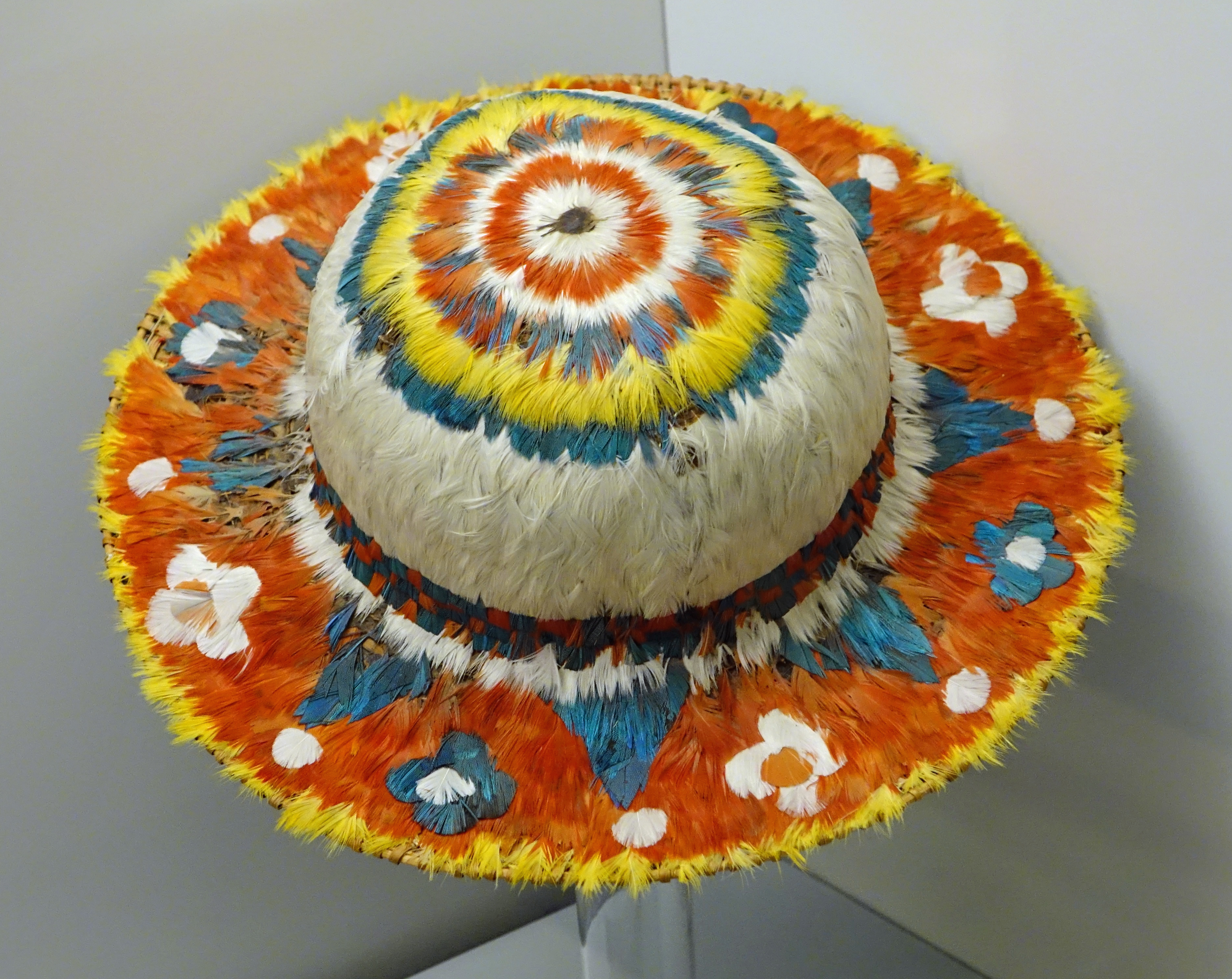
Sombrero de plumaria cholón recogido durante la expedición. Museo de América.

Tras la muerte de Ruiz en 1816, Pavón quedó a cargo de la publicación de la Flora Peruviana et Chilensis en las adversas circunstancias del reinado de Fernando VII. Debido a sus dificultades económicas y, también, a sus aspiraciones de introducirse en los círculos científicos europeos, vendió parte de las colecciones de la expedición a Aylmer Bourke Lambert, traductor de varias disertaciones botánicas de Ruiz, y, más tarde, a Philip Barker Webb. En 1820, por mediación de Lambert, fue elegido miembro correspondiente de la Sociedad Linneana. Igual que Ruiz, también fue miembro de la Real Academia de Medicina, donde dio a conocer varios trabajos. También se encontraba en los Archivos del Real Jardín Botánico de Madrid Flora Huayaquilensis una expedición de Juan José Tafalla Navascués, un español que fue uno de los primeros que viajó a Sudamérica y que documentó las diferentes plantas con maravillosas pinturas y descripciones escritas.
El herbario de la expedición, tras el expolio de Pavón, quedó de esta manera disperso; sin embargo, la colección principal —compuesta por unos diez mil pliegos de herbario— se ha ubicado desde 1831 en el Herbario del Real Jardín Botánico de Madrid. Junto con el herbario, ingresó en el mismo establecimiento la colección de dibujos botánicos, unos 2254, así como las descripciones botánicas. La mayor parte de la documentación administrativa relacionada con la expedición y con la publicación de la Flora Peruviana et Chilensis se encuentra en el Museo Nacional de Ciencias Naturales, en Madrid, donde también se conservan las colecciones biológicas no botánicas acopiadas por la expedición. El material etnológico, después de diversas vicisitudes, se conserva hoy en día en el Museo de América, en Madrid.

## Hallazgos de la investigación

### Epónimos

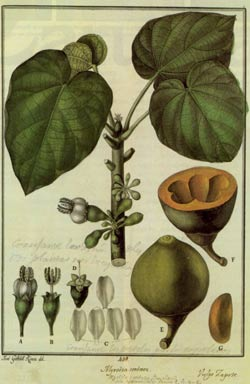
Flora Huayaquilensis

Géneros de plantas que se nombraron inicialmente en honor a Ruiz y Pavón o contienen especies descritas y nombradas por estos autores:
| - Clarisia (1794) - Lapageria (1802) - Amaryllis (1802) - Cordia (1794) - Baccharis (1794) - Brunellia (1794) - Fabiana (1794) - Puya (1794) - Stipa (1794) - Calandrinia (1794) - Vestia (1794) - Crassula (1794) - Krameria (1794) - Datura (1794) - Clethra (1794) - Graffenrieda (1794) - Escallonia (1794) - Miconia (1794) - Cyperus (1794) - Piper (1794) - Wigandia (1794) - Nama (1794) - Jaltomata (1794) - Jarava (1794) - Heteranthera (1794) - Collomia (1794) | - Acaena (1794) - Verbena (1794) - Cinchona (1794) - Triglochin (1794) - Fortunatia (1794) - Lardizabala (1794) - Myrospermum (1794) - Alstroemeria (1794) - Montiopsis (1794) - Renealmia (1794) - Tessaria (1794) - Ipomoea (1794) - Xyris (1794) - Aloysia (1794) - Tillandsia (1794) - Spermacoce (1794) - Sphaeradenia (1794) - Salpiglossis (1794) - Schizanthus (1794) - Pouteria (1794) - Fuchsia (1794) - Polylepis (1794) - Leonia (1794) - Psammisia (1794) - Thibaudia (1794) - Acunna (1794) | - Richardella (1794) - Baccharis (1794) - Iriartea (1794) - Phytelephas (1794) - Capsicum (1794) - Chondrodendron (1794) - Tropaeolum (1794) - Sessea (1794) - Geophila (1794) - Psychotria (1794) - Peperomia (1794) Géneros de orquídeas que se nombraron inicialmente en honor a Ruiz y Pavón o contienen especies descritas y nombradas por estos autores: - Gongora (1794) - Sobralia (1798) - Lycaste (1798) - Epidendrum (1794) - Bletia (1794) - Maxillaria (1794) - Anguloa (1794) - Cattleya (1794) - Fernandezia (1794) - Rodriguezia (1794) |

### Publicación de los materiales
- Florae peruvianae, et chilensis prodromus, sive novorum generum plantarum peruvianarum, et chilensium descriptiones, et icones. Descripciones y láminas de los nuevos géneros de plantas de la flora del Perú y Chile / por don Hipólito Ruiz y don Joseph Pavón, botánicos de la Expedición del Perú, y de la Real Academia Médica de Madrid... 1794.

- Systema vegetabilium florae peruvianae et chilensis, characteres Prodromi genéricos differentiales, specierum omnium differentias, durationem, loca natalia, tempus florendi, nomina venacula, vires et usus nonnullis illustrationibus interspersis complectens. / Auctoribus Hippolyto Ruiz, et Josepho Pavon, Reg. Acad. Medic. et Horti Reg. Botan. Matrit. sociis. ; Tomo I, Madrid, 1798 Archivado el 30 de septiembre de 2011 en Wayback Machine..

- Flora peruviana, et chilensis, sive descriptiones, et icones plantarum peruvianarum, et chilensium, secundum systema linnaeanum digestae, cum characteribus plurium generum evulgatorum reformatis. / Auctoribus Hippolyto Ruiz, et Josepho Pavon... . 1798-1802 (3 tomos, más 2 tomos inéditos de lám.) Archivado el 10 de diciembre de 2007 en Wayback Machine.

- Quinología o tratado del árbol de la quina. Madrid, 1792. (Obra individual de Ruiz)

- Flora Huayaquilensis sive descriptiones et icones plantarum Huayaquilensium secundum systema Linnaeanum digestae / Auctore Johanne Tafalla. 1989 vol. I: Icona, Real jardín botánico. Estudio introductorio Eduardo Estrella.

- Flora Huayaquilensis sive descriptiones et icones plantarum Huayaquilensium secundum systema Linnaeanum digestae / Auctore Johanne Tafalla. 1991 vol. II: Icona, Real jardín botánico.